# Castillo Ogrodzieniec

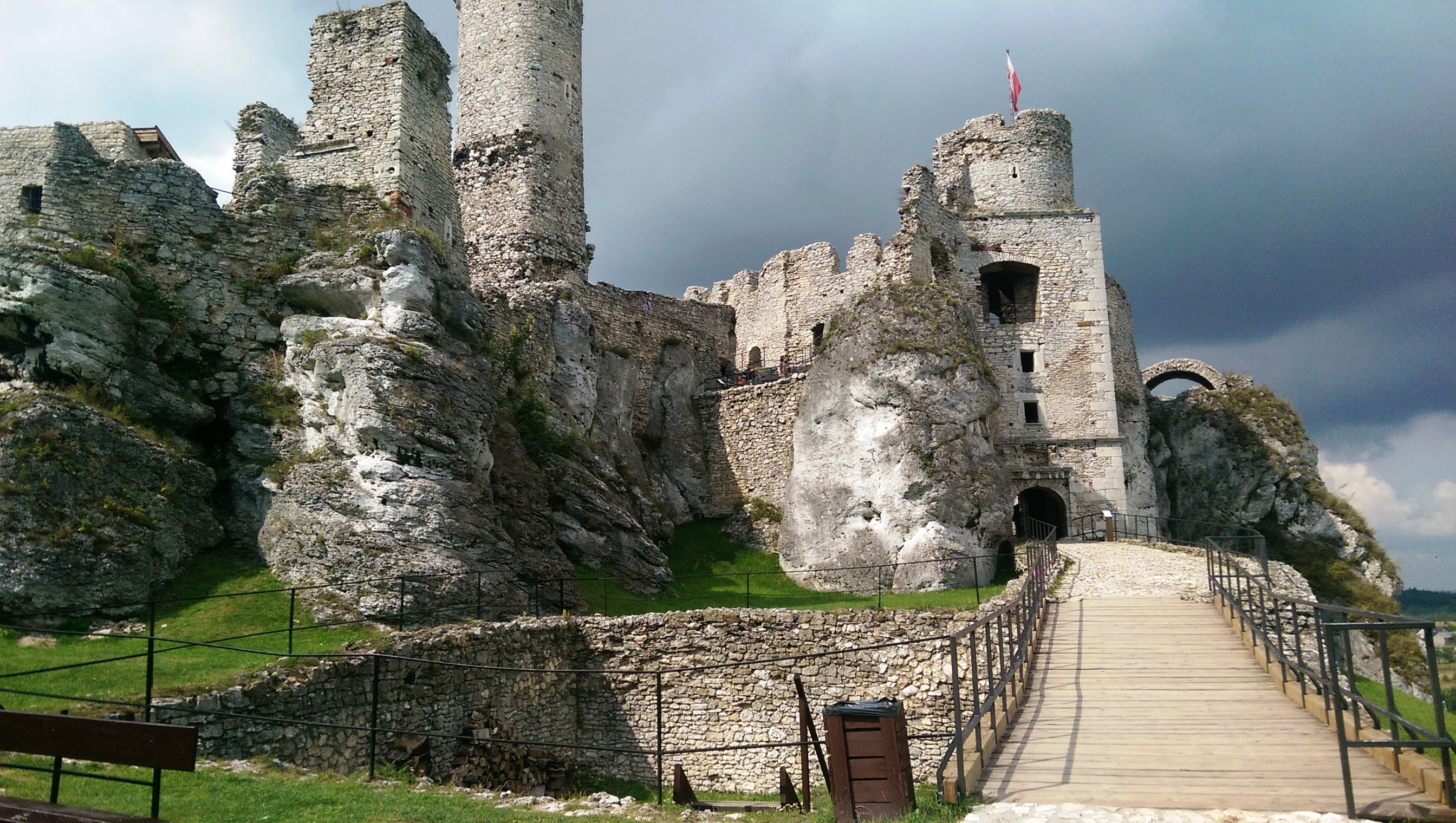
Vista desde la sala

El castillo Ogrodzieniec (en polaco: Zamek Ogrodzieniec) es una fortaleza medieval en ruinas en la región semimontañosa de Cracovia-Czestochowa Jura, en voivodato de Silesia, Polonia. Reconstruido en varias ocasiones en la historia, el castillo fue construido originalmente en los siglos XIV o XV por una familia de la nobleza. Se encuentra situado en la montaña del Castillo (en polaco: Góra Zamkowa), a 515 metros sobre el nivel del mar. Además, pertenece a la Ruta de los Nidos de Águila y se encuentra abierto al público.

## Historia
El castillo fue establecido a principios del siglo XII, durante el reinado de Boleslao III de Polonia; aunque la primera fortaleza fue demolida por los tártaros en 1241. A mediados del siglo XIV se construyó un nuevo castillo en estilo gótico para hospedar a la familia Włodek Sulima. Rodeado de tres peñiscos, el castillo se integró de manera acorde con el entorno. Las murallas defensivas se unieron a dichos peñiscos, creando una estrecha entrada para dificultar el acceso enemigo.
En 1470, el castillo y sus tierras fueron adquiridas por Ibram y Piotr Salomon, ricoshombres de Cracovia. Más tarde, pasó a Jan Feliks Rzeszowski, el rector de Przemyśl y canónigo de Cracovia. En 1488, el castillo pasó a Andrzej Rzeszowski y, posteriormente, a las familias Pilecki y Chełmiński. En 1523 fue comprado por Jan Boner quien, una vez fallecido, fue traspasado a su sobrino Seweryn Boner, quien convirtió la antigua fortaleza medieval en un castillo renacentista entre 1530 y 1545.
En 1562, el castillo pasó a ser propiedad del gran mariscal de la Corona Jan Firlej, como resultado de su matrimonio con Zofia, la hija de Seweryn Boner. En 1587, el castillo fue conquistado por el archiduque austríaco Maximiliano III, el candidato rechazado para el trono de la República de las Dos Naciones (Polonia-Lituania). En 1655 fue destruido parcialmente por las tropas del Imperio sueco, quienes se mantuvieron en la fortaleza durante dos años y dañaron la estructura. A partir de 1669, Stanisław Warszycki, un castellano de Cracovia, pasó a ser dueño del mismo, quien reconstruyó el recinto tras la devastación sueca.
En 1695 se convirtió en propiedad de la familia Męciński y, siete años más tarde, la mitad del castillo fue incendiado por las tropas de Carlos XII de Suecia. Tras el ataque, nunca volvió a reconstruirse. En 1784, las ruinas fueron adquiridas por Tomasz Jakliński y, más tarde, por Ludwik Kozłowski, quien vendió los sillares del castillo como material de construcción y algunos artilugios.
Las últimas familias propietarias fueron Wołoczyński y Antosiewicz ya que, tras la Segunda Guerra Mundial, el castillo se nacionalizó. En 1949 comenzaron unas obras de restauración para la conservación de las ruinas que concluyeron en 1973.

## Rodajes
- Janosik, serie de televisión (1973).[7]
- The Knight, película dirigida por Lech Majewski (1980).[8]
- ''Hallowed Be Thy Name'', videoclip musical de la banda Iron Maiden para su álbum Behind The Iron Curtain (1984).[9]
- Spellbinder, serie de televisión australiana que representó el antiguo castillo de Spellbinder (1995).[10]
- La venganza, película dirigida por el polaco Andrzej Wajda (2001).[11]
- The Witcher, serie de televisión de Netflix que representó la fortaleza de Sodden en la primera temporada (2018).[12]